# Vranjača
Vranjača è una grotta situata presso il villaggio di Cotlenizze (comune di Dugopoglie) a circa 25 km da Spalato in Croazia.
È stata scoperta nel 1903 ed è considerata una delle grotte più interessanti della Dalmazia centrale. La grotta è composta da due grandi sale e da un percorso che le collega. Aperta al pubblico dal 1929 è tuttora in gestione alla famiglia dello scopritore.